# Хасимото, Канна
Канна Хасимото (яп.  橋本 環奈  Хасимото Канна, род. 3 февраля 1999 года) — японская актриса и бывшая певица. С 2011 по 2017 год была участницей идол-группы Rev. from DVL и снялась в нескольких фильмах, многие из которых являются адаптациями манги и аниме-сериалов.
Во время её пребывания в группе, в 2013 году, фотография её выступления, сделанная фанатами, стала вирусной в Twitter и 2channel, привлекая к ней внимание всей страны.

## Карьера

### 2007—2012: Начало карьеры
В 2007 году когда Канна Хасимото училась в третьем классе, она подписала контракт с агентством Active Hakata в своем родном городе Фукуока. Сначала она работала в местной рекламе, а в 2009 году присоединилась к DVL, совместному танцевальному и вокальному проекту своего агентства; в конце концов она присоединилась к женской группе Rev. from DVL. В 2011 году Хасимото появилась в фильме Хирокадзу Корээды «Чудо». После этого она появилась в постановках детской театральной труппы, управляемой её агентством, и в дорамах местной телевизионной станции. Она написала в своем ежегоднике начальной школы, что её мечтой на будущее было стать актрисой.

### 2013—2015: Рост популярности

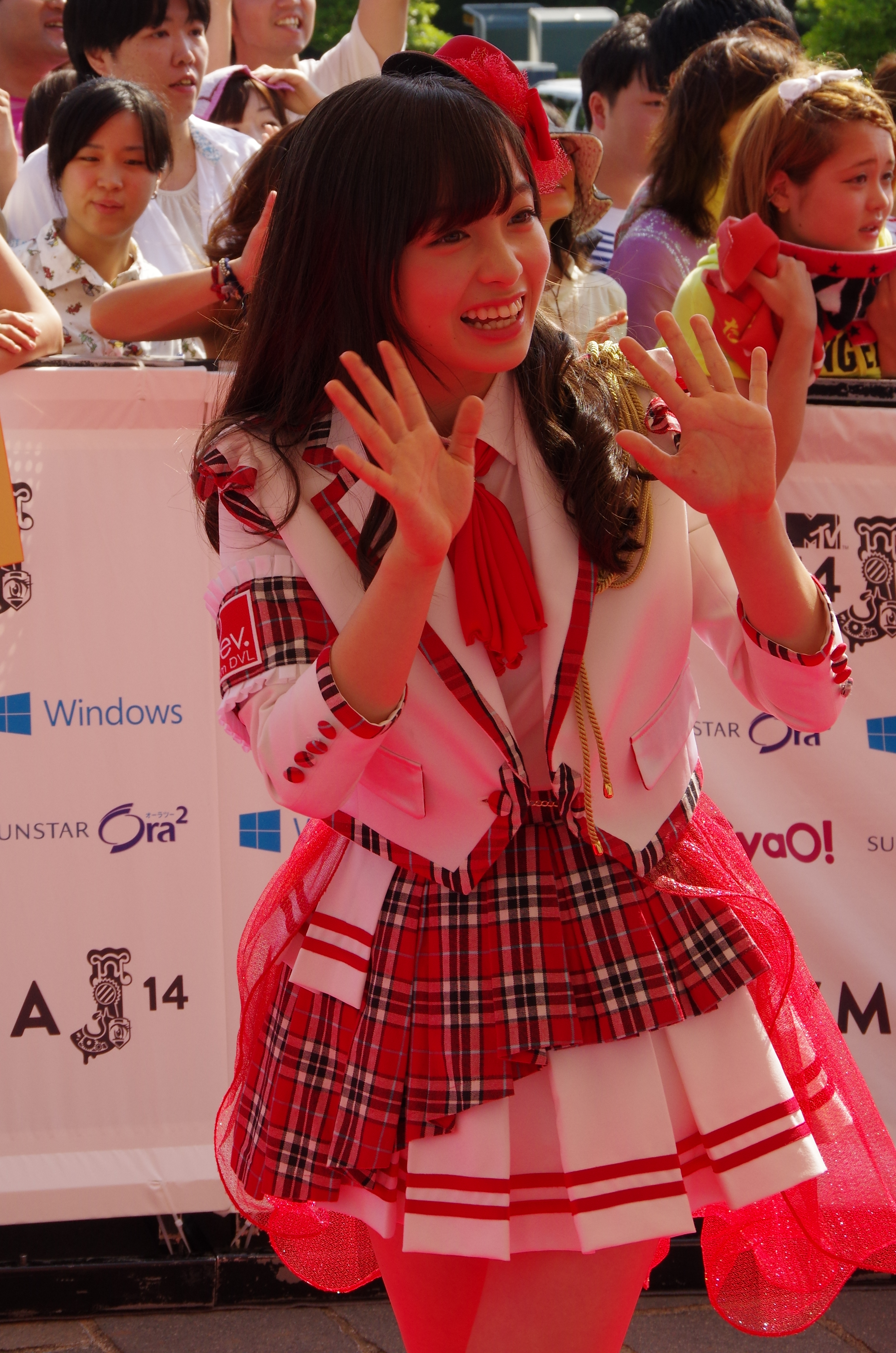
Канна Хасимото на MTV Video Music Awards Japan, в 2014 году.

В 2013 году Хасимото привлекла внимание всей страны, когда её фотография с одного из живых выступлений Rev. from DVL стала популярной на 2channel и Twitter. Её хвалили за естественную красоту, она получила различные титулы, такие как «за пределами милого местного идола», «за пределами ангельского идола» и «талант, который появляется раз в тысячелетие».
В 2014 году Канна выпустила собственный фотобук «Little Star: Kanna 15».
В 2015 году веб-опрос, проведенный «My Navi Student», объявил её самым милым идолом. В том же году она сыграла Рицу в фильме «Класс убийц», являющемся киноадаптацией манги Assassination Classroom.

### 2016—2017

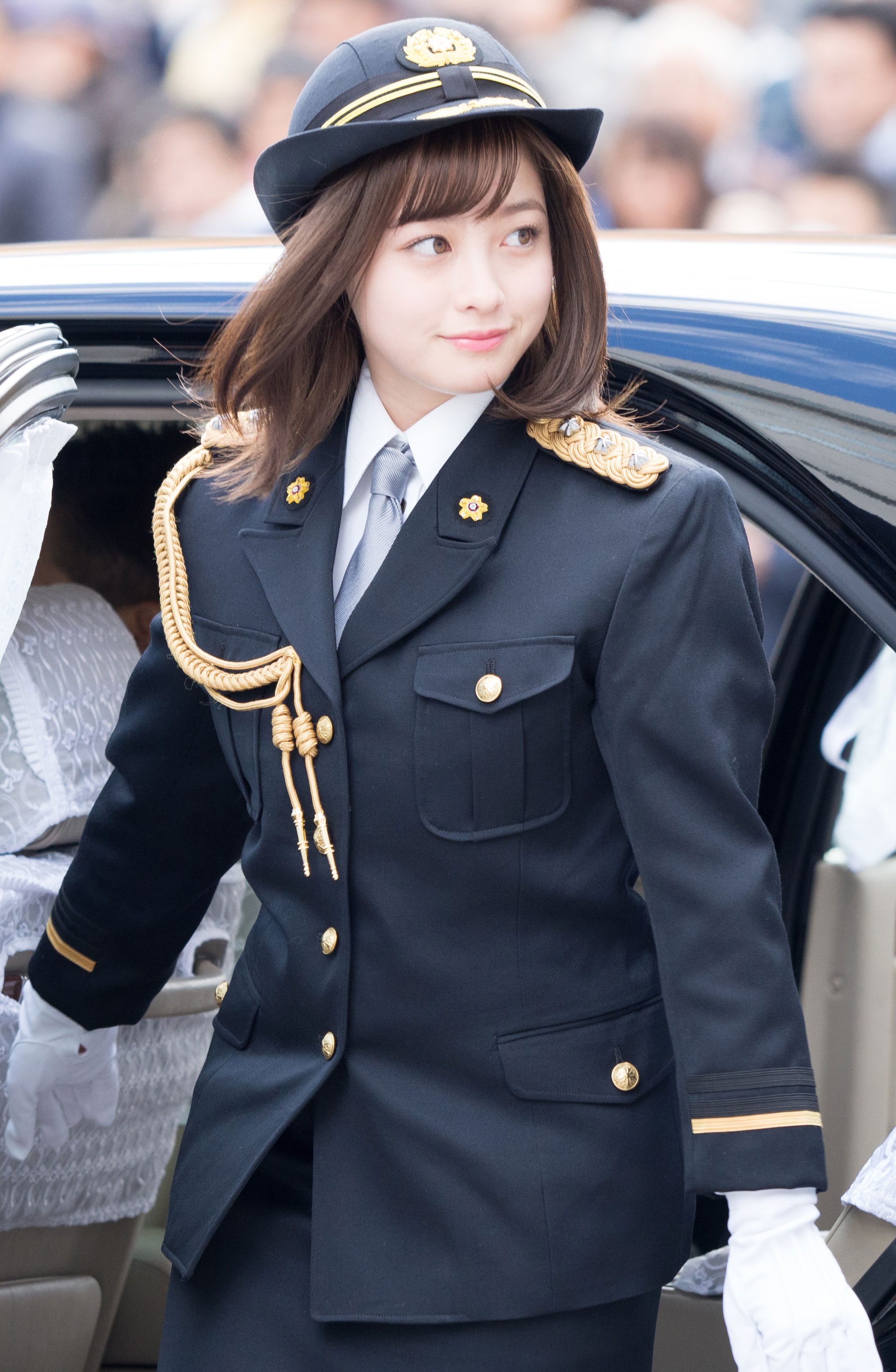
Канна Хасимото в 2017 году

В 2016 году Хасимото снялась в фильме «Девочка в матроске и автомат: Выпускной», «духовном продолжении» фильма 1981 года «Девочка в матроске и автомат». Она играла главную героиню Идзуми Хоси — ученицу средней школы, ставшую боссом якудза. Она также спела кавер песни из фильма 1981 года, которую первоначально исполняла Хироко Якусимару. Песня, исполненная Канной, достигла 11 места в чартах Oricon и продержалось в них 7 недель.
В 2017 году Хасимото снялась в роли подростка-инопланетянки Кагуры в боевике «Гинтама» и в сиквеле фильма в 2018 году.
Она сыграла Кокоми Тэрухаси в фильме «Ох, уж этот экстрасенс Сайки Кусуо!». В 2019 году Канна сыграла Кагую Синомию в фильме «Госпожа Кагуя: В любви как на войне», снятом по одноимённой манге.

### 2018—н.в: Мировой рекорд
В 2019 году появившись на развлекательном шоу Sakurai Ariyoshi The Dangerous Night (TBS) Хашимото Канна призналась, что выпивает каждый день со дня своего совершеннолетия, а её менеджер сказал, что это серьёзная проблема. Описывая случай, который произошёл в Германии, он рассказал: «Она приходила в бар днем и продолжала пить немецкое пиво до самого закрытия». Сама же Хашимото Канна небрежно описала свои алкогольные привычки так: «Для меня «день отдыха для печени» – это когда я выпиваю только два стаканчика. По сути, я чувствую, что хочу выпить после того, как заканчиваю работу».
1 июня 2021 года Канна побила мировой рекорд Гиннесса по количеству салфеток для лица, извлеченных из коробки за одну минуту, вытянув 157 штук. Однако позже рекорд был побит. 20 августа вышел фильм Кагуя-сама: В любви - как на войне Финал с участием Хасимото и Сë Хирано в главных ролях.

## Личная жизнь
Её семья состоит из матери, отца, старшего брата, который старше её на 7 лет, и брата-близнеца. Органистка Рёко Мороока — её тетя.

## Дискография

### Синглы
| Год  | Название                                                                 | Высшая позиция | Высшая позиция  | Альбом |
| Год  | Название                                                                 | Oricon Чарт    | Billboard Japan | Альбом |
| ---- | ------------------------------------------------------------------------ | -------------- | --------------- | ------ |
| 2016 | «Sailor Fuku to Kikanjū» (OST «Девушка в матроске и автомат: Выпускной») | 11             | 13              | —      |

## Фильмография

### Фильмы
| Год  | Название                                                 | Роль               | Примечания   | Ссылка        |        |
| ---- | -------------------------------------------------------- | ------------------ | ------------ | ------------- | ------ |
| 2011 | «Чудо»                                                   | Канна Хаями        |              | [ 20 ]        |        |
| 2015 | «Класс Убийц»                                            | Рицу               |              | [ 21 ] [ 22 ] |        |
| 2016 | «Девушка в матроске и автомат: Выпускной»                | Хоси Идзуми        | Главная роль | [ 23 ]        |        |
| 2016 | «Класс Убийц: Выпускной»                                 | Рицу               |              | [ 24 ]        |        |
| 2017 | «Харука и Тика»                                          | Тика Хомура        | Главная роль | [ 25 ]        |        |
| 2017 | «Гинтама»                                                | Кагура             |              | [ 11 ] [ 12 ] |        |
| 2017 | «Ох, уж этот экстрасенс Сайки Кусуо!»                    | Кокоми Тэрухаси    |              | [ 26 ] [ 27 ] |        |
| 2018 | «Гинтама 2: Правила созданы для того, чтобы мх нарушать» | Кагура             |              | [ 13 ]        |        |
| 2019 | «12 подростков-самоубийц»                                | Рёко               |              | [ 28 ]        |        |
| 2019 | «Царство»                                                | Хэ Ляо Дяо         |              | [ 29 ]        |        |
| 2019 | «Госпожа Кагуя: В любви как на войне»                    | Кагуя Синомия      | Главная роль | [ 25 ]        |        |
| 2019 | «Приходи за поцелуем в полночь»                          | Хинанами Канадзава | Главная роль | [ 30 ] [ 31 ] |        |
| 2020 | «Сигнал 100»                                             | Рэна Хасимура      | Главная роль | [ 32 ]        |        |
| 2020 | «Бог романов»                                            | Сина Коюгури       | Главная роль | [ 33 ]        |        |
| 2020 | «С сегодняшнего дня моя очередь смотреть фильм!»         | Кёко Хаякава       | Главная роль | [ 25 ]        |        |
| 2020 | «Трусливый велосипедист»                                 | Мики Кандзаки      | Главная роль | [ 25 ]        |        |
| 2020 | «Новые три королевства»                                  | Леди Хуан          |              | [ 34 ]        |        |
| 2021 | «Дочь Люпена»                                            | Микума Ходзё       |              | [ 25 ]        |        |
| 2021 | «Госпожа Кагуя: В любви как на войне. Финал»             | Кагуя Синомия      | Главная роль | [ 35 ]        |        |
| 2022 | «Царство 2: В далëкую страну»                            | Хэ Ляо Дяо         | Главная роль | [ 36 ]        |        |
| 2022 | «Жестокое действие»                                      | Кей Кикуно         | Главная роль | [ 37 ]        |        |
| 2022 | «В поисках тела»                                         | Асука Морисаки     | Ведущая роль | [ 38 ]        |        |
| 2022 | «Парад чёрной ночи»                                      | Сино Ходзё         |              | [ 39 ]        |        |
| 2023 | «Юдо»                                                    | Идзуми Акияма      |              | [ 40 ]        |        |
| 2023 | «Опадают весной»                                         | Канако Хироока     |              | [ 41 ]        |        |
| 2023 | «Царство 3: Пламя судьбы»                                | Хе Ляо Дяо         | Главная роль | [ 42 ]        |        |
| 2023 | «Немезис: Фильм»                                         | Томоми Ёцуба       |              | [ 43 ]        |        |
| 2023 | «Запретная игра»                                         | Хироко Курасава    | Главная роль | [ 44 ]        |        |
| 2023 | «Красная Шапочка находит труп»                           | Красная Шапочка    | Главная роль | [ 45 ]        |        |
| 2024 | «Царство 4: Возвращение великого полководца»             | Хе Ляо ДяоДяо      | Главная роль |               | [ 46 ] |
| 2025 | В поисках тела: Последняя ночь»                          | Асука Морисаки     | Главная роль | [ 47 ]        |        |

### Телесериалы
| Год     | Название                                                                        | Роль              | Примечания                | Ссылка        |
| ------- | ------------------------------------------------------------------------------- | ----------------- | ------------------------- | ------------- |
| 2012    | «Sumiyoshi ya Monogatari: Wakuwaku ga, Ka ni Yattekuru»                         | Сора Сумиёси      |                           |               |
| 2014    | «Хулиганье из водного поло»                                                     | В роли самой себя |                           | [ 48 ] [ 49 ] |
| 2017    | «Благородный Детектив»                                                          | Харука Таруми     |                           | [ 50 ]        |
| 2017    | MPD Animal Unit                                                                 | Кэйко Усуки       | Главная роль              |               |
| 2018    | «Окончательный вариант»                                                         | Вакаба Окавара    |                           | [ 51 ]        |
| 2018    | «Гинтама 2: Странный и необычный Гин-тян»                                       | Кагура            | Веб-дорама                |               |
| 2018    | «Сегодня и начну»                                                               | Кёко Хаякава      |                           | [ 52 ] [ 53 ] |
| 2019    | «Одна страница любви»                                                           | Акари Минасэ      | Главная роль              | [ 54 ] [ 55 ] |
| 2020    | «Дочь Люпена 2»                                                                 | Микумо Ходзё      |                           | [ 56 ]        |
| 2021    | «Влияние»                                                                       | Юри Тоцука        | Главная роль, мини-сериал | [ 57 ]        |
| 2021    | «Немезис»                                                                       | Томоми Ёцуба      |                           | [ 58 ]        |
| 2023    | «Безымянный палец, предложенный королю»                                         | Аяка Ханэда       | Главная роль              | [ 59 ]        |
| 2023    | «Особое распоряжение! Отдел специального учета столичного департамента полиции» | Хадзимэ Мадока    | Главная роль              | [ 60 ]        |
| 2024–25 | «Omusubi»                                                                       | Ёнэда Юи          | Главная роль; Асадаро     | [ 61 ]        |
| 2025    | «Карта детектива Такао Амэку»                                                   | Такао Амэку       | Главная роль              | [ 62 ]        |

## Публикации

### Фотобуки
- Little Star: Kanna 15 (14 ноября 2014 года, Wani Books) ISBN 9784847046926[63]
- Yume no Tochū: Hashimoto Kanna in the movie «Sailor Suit and Machine Gun: Graduation» (5 марта 2016 года, Kadokawa) ISBN 9784041040157[64][65]
- Naturel (3 февраля 2019 года, Kodansha) ISBN 9784065150351[66]

## Награды и номинации
| Год  | Премия                                           | Категория                    | Номинируемая работа                       | Результат |
| ---- | ------------------------------------------------ | ---------------------------- | ----------------------------------------- | --------- |
| 2014 | Ameba Next Break Blogger 2014                    | Категория Идол               | Канна Хасимото                            | Победа    |
| 2014 | Nikkei Trendy Works Top 30                       | Персона Года (2014)          | Канна Хасимото                            | Победа    |
| 2014 | 21st Best Smile of the Year                      | н/д                          | Канна Хасимото                            | Победа    |
| 2014 | Yahoo! Search Awards 2014                        | Категория Идол               | Канна Хасимото                            | Победа    |
| 2014 | 26th Japan Jewelry Best Dresser Awards           | Категория Подростки          | Канна Хасимото                            | Победа    |
| 2015 | 1st Christmas Jewelry Princess Awards            | Специальная награда          | Канна Хасимото                            | Победа    |
| 2015 | Nail Queen Awards 2015                           | Категория Артист             | Канна Хасимото                            | Победа    |
| 2017 | 40th Japan Academy Film Prize                    | Новичок года                 | «Девочка в матроске и автомат: выпускной» | Победа    |
| 2020 | 44th Elan d’or Awards                            | Новичок года                 | Канна Хасимото                            | Победа    |
| 2021 | 25th Nikkan Sports Drama Grand Prix Spring Drama | Лучшая актриса второго плана | «Немезис»                                 | Победа    |
| 2022 | LINE News Awards 2022                            | Актриса                      | Канна Касимото                            | Победа    |